# Jack Alderson
Pour les articles homonymes, voir Alderson.
Jack Alderson, né le 28 novembre 1891 à Crook (Angleterre), mort le 17 février 1972, était un footballeur anglais, qui évoluait au poste de gardien de but à Crystal Palace et en équipe d'Angleterre.
Alderson n'a marqué aucun but lors de son unique sélection avec l'équipe d'Angleterre en 1923. 

## Carrière
- 1912-1918 : Newcastle United
- 1918-1924 : Crystal Palace
- 1924-1925 : Pontypridd FC
- 1925-1929 : Sheffield United
- 1929-1930 : Exeter City
- 1930-1931 : Torquay United

## Palmarès

### En équipe nationale
- 1 sélection et 0 but avec l'équipe d'Angleterre en 1923.